# Tour du Limousin-Nouvelle-Aquitaine 2018
Le Tour du Limousin-Nouvelle-Aquitaine 2018 est la 51e édition de cette course cycliste masculine sur route. Il se déroule du 15 au 18 août 2018, dans la région Nouvelle-Aquitaine, en France. Il est remporté par le coureur français Nicolas Edet, de l'équipe Cofidis, vainqueur de la troisième étape.

## Présentation

### Organisation
Organisé par l'association Tour du Limousin Organisation, le Tour du Limousin-Nouvelle-Aquitaine connaît en 2018 sa 51e édition, la première sous ce nom. Nommé auparavant Tour du Limousin, il change de nom dans le cadre du partenariat avec le conseil régional de Nouvelle-Aquitaine, partenaire principal et sponsor du maillot de leader du classement général,. Le département de la Dordogne devient en outre partenaire de la course.
Le 9 janvier 2018, la chaîne L'Équipe annonce sur le site Internet de L'Équipe qu'elle enrichit son offre cyclisme en y ajoutant la compétition à son programme. Elle produira l'épreuve « avec notamment la présence d'hélicoptères et de motos suiveuses afin de vivre la course au plus près ».

### Parcours
Le parcours traverse successivement quatre départements : la Creuse, la Dordogne, la Corrèze et la Haute-Vienne. Le départ de la première étape est donné à Saint-Just-le-Martel, dans l'agglomération de Limoges en Haute-Vienne, puis la course se déroule essentiellement dans la Creuse et se termine à Bonnat. La deuxième étape est disputée en Dordogne, entre la base départementale de Rouffiac à Lanouaille et Grèzes, la troisième en Corrèze entre Égletons et Uzerche. Enfin, la dernière étape revient en Creuse, partant de Bellac pour se terminer à Limoges,.

### Équipes
Classé en catégorie 2.1 de l'UCI Europe Tour, le Tour du Limousin-Nouvelle-Aquitaine est par conséquent ouvert aux WorldTeams dans la limite de 50 % des équipes participantes, aux équipes continentales professionnelles, aux équipes continentales et aux équipes nationales. Dix-neuf équipes participent à cette édition du Tour du Limousin-Nouvelle-Aquitaine - deux équipes professionnelles, quinze équipes continentales professionnelles et deux équipes continentales :
| UCI World Tour   | UCI World Tour | UCI World Tour |
| Nom de l'équipe  | Pays           | Code           |
| ---------------- | -------------- | -------------- |
| AG2R La Mondiale | France         | ALM            |
| Groupama-FDJ     | France         | GFC            |

| Équipes continentales professionnelles | Équipes continentales professionnelles | Équipes continentales professionnelles |
| Nom de l'équipe                        | Pays                                   | Code                                   |
| -------------------------------------- | -------------------------------------- | -------------------------------------- |
| Wilier Triestina-Selle Italia          | Italie                                 | WIL                                    |
| Androni Giocattoli-Sidermec            | Italie                                 | ANS                                    |
| Aqua Blue Sport                        | Irlande                                | ABS                                    |
| Bardiani CSF                           | Italie                                 | BRD                                    |
| Caja Rural-Seguros RGA                 | Espagne                                | CJR                                    |
| Cofidis                                | France                                 | COF                                    |
| Delko-Marseille Provence-KTM           | France                                 | DMP                                    |
| Direct Énergie                         | France                                 | TDE                                    |
| Euskadi Basque Country-Murias          | Espagne                                | EUS                                    |
| Gazprom-RusVelo                        | Russie                                 | GAZ                                    |
| Wanty-Groupe Gobert                    | Belgique                               | WGG                                    |
| Nippo-Vini Fantini-Europa Ovini        | Italie                                 | NIP                                    |
| Roompot-Nederlandse Loterij            | Pays-Bas                               | RNL                                    |
| Fortuneo-Samsic                        | France                                 | FST                                    |
| Vital Concept                          | France                                 | VCC                                    |

| Équipes continentales   | Équipes continentales | Équipes continentales |
| Nom de l'équipe         | Pays                  | Code                  |
| ----------------------- | --------------------- | --------------------- |
| Saint Michel-Auber 93   | France                | AUB                   |
| Roubaix Lille Métropole | France                | RLM                   |

## Étapes
| Étape     | Date    | Villes étapes                            |  | Distance (km) | Vainqueur d’étape | Leader du classement général |
| --------- | ------- | ---------------------------------------- |  | ------------- | ----------------- | ---------------------------- |
| 1re étape | 15 août | Saint-Just-le-Martel – Bonnat            |  | 172,7         | Anthony Roux      | Anthony Roux                 |
| 2e étape  | 16 août | Base départementale de Rouffiac – Grèzes |  | 176,7         | Luca Wackermann   | Anthony Roux                 |
| 3e étape  | 17 août | Égletons – Uzerche                       |  | 190,1         | Nicolas Edet      | Nicolas Edet                 |
| 4e étape  | 18 août | Bellac – Limoges                         |  | 162,6         | Lorrenzo Manzin   | Nicolas Edet                 |

## Déroulement de la course

### Classement des étapes

#### 1reétape
| \| Classement de l'étape \| Classement de l'étape \| Classement de l'étape \| Classement de l'étape \| Classement de l'étape \| \| Coureur \| Coureur \| Pays \| Équipe \| Temps \| \| --------------------- \| --------------------- \| --------------------- \| ------------------------------- \| --------------------- \| \| 1er \| Anthony Roux \| France \| Groupama-FDJ \| 4 h 24 min 36 s \| \| 2e \| Francesco Gavazzi \| Italie \| Androni Giocattoli-Sidermec \| + 0 s \| \| 3e \| Jeroen Meijers \| Pays-Bas \| Roompot-Nederlandse Loterij \| + 0 s \| \| 4e \| Nicola Bagioli \| Italie \| Nippo-Vini Fantini-Europa Ovini \| + 0 s \| \| 5e \| Lilian Calmejane \| France \| Direct Énergie \| + 0 s \| \| 6e \| Jérémy Leveau \| France \| Delko-Marseille Provence-KTM \| + 0 s \| \| 7e \| Michel Kreder \| Pays-Bas \| Aqua Blue Sport \| + 0 s \| \| 8e \| Nicolas Edet \| France \| Cofidis, Solutions Crédits \| + 0 s \| \| 9e \| Eduard Prades \| Espagne \| Euskadi-Murias \| + 0 s \| \| 10e \| Bryan Coquard \| France \| Vital Concept \| + 0 s \| |                   |          |                                 |                 |
| |                   |          |                                 |                 |
| Source : ProCyclingStats |                   |          |                                 |                 |
| Classement de l'étape |                   |          |                                 |                 |
| Coureur | Coureur           | Pays     | Équipe                          | Temps           |
| 1er | Anthony Roux      | France   | Groupama-FDJ                    | 4 h 24 min 36 s |
| 2e | Francesco Gavazzi | Italie   | Androni Giocattoli-Sidermec     | + 0 s           |
| 3e | Jeroen Meijers    | Pays-Bas | Roompot-Nederlandse Loterij     | + 0 s           |
| 4e | Nicola Bagioli    | Italie   | Nippo-Vini Fantini-Europa Ovini | + 0 s           |
| 5e | Lilian Calmejane  | France   | Direct Énergie                  | + 0 s           |
| 6e | Jérémy Leveau     | France   | Delko-Marseille Provence-KTM    | + 0 s           |
| 7e | Michel Kreder     | Pays-Bas | Aqua Blue Sport                 | + 0 s           |
| 8e | Nicolas Edet      | France   | Cofidis, Solutions Crédits      | + 0 s           |
| 9e | Eduard Prades     | Espagne  | Euskadi-Murias                  | + 0 s           |
| 10e | Bryan Coquard     | France   | Vital Concept                   | + 0 s           |

| \| Classement général \| Classement général \| Classement général \| Classement général \| Classement général \| \| Coureur \| Coureur \| Pays \| Équipe \| Temps \| \| ------------------ \| ------------------ \| ------------------ \| ------------------------------- \| ------------------ \| \| 1er \| Anthony Roux \| France \| Groupama-FDJ \| 4 h 24 min 36 s \| \| 2e \| Francesco Gavazzi \| Italie \| Androni Giocattoli-Sidermec \| + 2 s \| \| 3e \| Jeroen Meijers \| Pays-Bas \| Roompot-Nederlandse Loterij \| + 4 s \| \| 4e \| Marco Canola \| Italie \| Nippo-Vini Fantini-Europa Ovini \| + 7 s \| \| 5e \| Benoît Cosnefroy \| France \| AG2R La Mondiale \| + 9 s \| \| 6e \| Nicola Bagioli \| Italie \| Nippo-Vini Fantini-Europa Ovini \| + 10 s \| \| 7e \| Lilian Calmejane \| France \| Direct Énergie \| + 10 s \| \| 8e \| Jérémy Leveau \| France \| Delko-Marseille Provence-KTM \| + 10 s \| \| 9e \| Michel Kreder \| Pays-Bas \| Aqua Blue Sport \| + 10 s \| \| 10e \| Nicolas Edet \| France \| Cofidis, Solutions Crédits \| + 10 s \| |                   |          |                                 |                 |
| |                   |          |                                 |                 |
| Source : ProCyclingStats |                   |          |                                 |                 |
| Classement général |                   |          |                                 |                 |
| Coureur | Coureur           | Pays     | Équipe                          | Temps           |
| 1er | Anthony Roux      | France   | Groupama-FDJ                    | 4 h 24 min 36 s |
| 2e | Francesco Gavazzi | Italie   | Androni Giocattoli-Sidermec     | + 2 s           |
| 3e | Jeroen Meijers    | Pays-Bas | Roompot-Nederlandse Loterij     | + 4 s           |
| 4e | Marco Canola      | Italie   | Nippo-Vini Fantini-Europa Ovini | + 7 s           |
| 5e | Benoît Cosnefroy  | France   | AG2R La Mondiale                | + 9 s           |
| 6e | Nicola Bagioli    | Italie   | Nippo-Vini Fantini-Europa Ovini | + 10 s          |
| 7e | Lilian Calmejane  | France   | Direct Énergie                  | + 10 s          |
| 8e | Jérémy Leveau     | France   | Delko-Marseille Provence-KTM    | + 10 s          |
| 9e | Michel Kreder     | Pays-Bas | Aqua Blue Sport                 | + 10 s          |
| 10e | Nicolas Edet      | France   | Cofidis, Solutions Crédits      | + 10 s          |

#### 2eétape
| \| Classement de l'étape \| Classement de l'étape \| Classement de l'étape \| Classement de l'étape \| Classement de l'étape \| \| Coureur \| Coureur \| Pays \| Équipe \| Temps \| \| --------------------- \| --------------------- \| --------------------- \| ------------------------------- \| --------------------- \| \| 1er \| Luca Wackermann \| Italie \| Bardiani CSF \| 4 h 34 min 41 s \| \| 2e \| Marco Canola \| Italie \| Nippo-Vini Fantini-Europa Ovini \| + 7 s \| \| 3e \| Élie Gesbert \| France \| Fortuneo-Samsic \| + 7 s \| \| 4e \| Eduard Prades \| Espagne \| Euskadi-Murias \| + 7 s \| \| 5e \| Anthony Roux \| France \| Groupama-FDJ \| + 7 s \| \| 6e \| Francesco Gavazzi \| Italie \| Androni Giocattoli-Sidermec \| + 10 s \| \| 7e \| Thomas Degand \| Belgique \| Wanty-Groupe Gobert \| + 11 s \| \| 8e \| Michel Kreder \| Pays-Bas \| Aqua Blue Sport \| + 11 s \| \| 9e \| Lorenzo Rota \| Italie \| Bardiani CSF \| + 11 s \| \| 10e \| Floris Gerts \| Pays-Bas \| Roompot-Nederlandse Loterij \| + 13 s \| |                   |          |                                 |                 |
| |                   |          |                                 |                 |
| Source : ProCyclingStats |                   |          |                                 |                 |
| Classement de l'étape |                   |          |                                 |                 |
| Coureur | Coureur           | Pays     | Équipe                          | Temps           |
| 1er | Luca Wackermann   | Italie   | Bardiani CSF                    | 4 h 34 min 41 s |
| 2e | Marco Canola      | Italie   | Nippo-Vini Fantini-Europa Ovini | + 7 s           |
| 3e | Élie Gesbert      | France   | Fortuneo-Samsic                 | + 7 s           |
| 4e | Eduard Prades     | Espagne  | Euskadi-Murias                  | + 7 s           |
| 5e | Anthony Roux      | France   | Groupama-FDJ                    | + 7 s           |
| 6e | Francesco Gavazzi | Italie   | Androni Giocattoli-Sidermec     | + 10 s          |
| 7e | Thomas Degand     | Belgique | Wanty-Groupe Gobert             | + 11 s          |
| 8e | Michel Kreder     | Pays-Bas | Aqua Blue Sport                 | + 11 s          |
| 9e | Lorenzo Rota      | Italie   | Bardiani CSF                    | + 11 s          |
| 10e | Floris Gerts      | Pays-Bas | Roompot-Nederlandse Loterij     | + 13 s          |

| \| Classement général \| Classement général \| Classement général \| Classement général \| Classement général \| \| Coureur \| Coureur \| Pays \| Équipe \| Temps \| \| ------------------ \| ------------------ \| ------------------ \| ------------------------------- \| ------------------ \| \| 1er \| Anthony Roux \| France \| Groupama-FDJ \| 8 h 59 min 24 s \| \| 2e \| Luca Wackermann \| Italie \| Bardiani CSF \| + 0 s \| \| 3e \| Marco Canola \| Italie \| Nippo-Vini Fantini-Europa Ovini \| + 1 s \| \| 4e \| Francesco Gavazzi \| Italie \| Androni Giocattoli-Sidermec \| + 5 s \| \| 5e \| Eduard Prades \| Espagne \| Euskadi-Murias \| + 10 s \| \| 6e \| Élie Gesbert \| France \| Fortuneo-Samsic \| + 13 s \| \| 7e \| Michel Kreder \| Pays-Bas \| Aqua Blue Sport \| + 14 s \| \| 8e \| Nicolas Edet \| France \| Cofidis, Solutions Crédits \| + 16 s \| \| 9e \| Flavien Maurelet \| France \| Saint Michel-Auber 93 \| + 16 s \| \| 10e \| Lorenzo Rota \| Italie \| Bardiani CSF \| + 21 s \| |                   |          |                                 |                 |
| |                   |          |                                 |                 |
| Source : ProCyclingStats |                   |          |                                 |                 |
| Classement général |                   |          |                                 |                 |
| Coureur | Coureur           | Pays     | Équipe                          | Temps           |
| 1er | Anthony Roux      | France   | Groupama-FDJ                    | 8 h 59 min 24 s |
| 2e | Luca Wackermann   | Italie   | Bardiani CSF                    | + 0 s           |
| 3e | Marco Canola      | Italie   | Nippo-Vini Fantini-Europa Ovini | + 1 s           |
| 4e | Francesco Gavazzi | Italie   | Androni Giocattoli-Sidermec     | + 5 s           |
| 5e | Eduard Prades     | Espagne  | Euskadi-Murias                  | + 10 s          |
| 6e | Élie Gesbert      | France   | Fortuneo-Samsic                 | + 13 s          |
| 7e | Michel Kreder     | Pays-Bas | Aqua Blue Sport                 | + 14 s          |
| 8e | Nicolas Edet      | France   | Cofidis, Solutions Crédits      | + 16 s          |
| 9e | Flavien Maurelet  | France   | Saint Michel-Auber 93           | + 16 s          |
| 10e | Lorenzo Rota      | Italie   | Bardiani CSF                    | + 21 s          |

#### 3eétape
| \| Classement de l'étape \| Classement de l'étape \| Classement de l'étape \| Classement de l'étape \| Classement de l'étape \| \| Coureur \| Coureur \| Pays \| Équipe \| Temps \| \| --------------------- \| --------------------- \| --------------------- \| ---------------------------- \| --------------------- \| \| 1er \| Nicolas Edet \| France \| Cofidis, Solutions Crédits \| 4 h 45 min 58 s \| \| 2e \| Davide Ballerini \| Italie \| Androni Giocattoli-Sidermec \| + 0 s \| \| 3e \| Fabien Grellier \| France \| Direct Énergie \| + 0 s \| \| 4e \| Alexandre Geniez \| France \| AG2R La Mondiale \| + 0 s \| \| 5e \| Lilian Calmejane \| France \| Direct Énergie \| + 0 s \| \| 6e \| Thomas Degand \| Belgique \| Wanty-Groupe Gobert \| + 0 s \| \| 7e \| Romain Combaud \| France \| Delko-Marseille Provence-KTM \| + 7 s \| \| 8e \| Benoît Cosnefroy \| France \| AG2R La Mondiale \| + 15 s \| \| 9e \| Francesco Gavazzi \| Italie \| Androni Giocattoli-Sidermec \| + 17 s \| \| 10e \| Élie Gesbert \| France \| Fortuneo-Samsic \| + 17 s \| |                   |          |                              |                 |
| |                   |          |                              |                 |
| Source : ProCyclingStats |                   |          |                              |                 |
| Classement de l'étape |                   |          |                              |                 |
| Coureur | Coureur           | Pays     | Équipe                       | Temps           |
| 1er | Nicolas Edet      | France   | Cofidis, Solutions Crédits   | 4 h 45 min 58 s |
| 2e | Davide Ballerini  | Italie   | Androni Giocattoli-Sidermec  | + 0 s           |
| 3e | Fabien Grellier   | France   | Direct Énergie               | + 0 s           |
| 4e | Alexandre Geniez  | France   | AG2R La Mondiale             | + 0 s           |
| 5e | Lilian Calmejane  | France   | Direct Énergie               | + 0 s           |
| 6e | Thomas Degand     | Belgique | Wanty-Groupe Gobert          | + 0 s           |
| 7e | Romain Combaud    | France   | Delko-Marseille Provence-KTM | + 7 s           |
| 8e | Benoît Cosnefroy  | France   | AG2R La Mondiale             | + 15 s          |
| 9e | Francesco Gavazzi | Italie   | Androni Giocattoli-Sidermec  | + 17 s          |
| 10e | Élie Gesbert      | France   | Fortuneo-Samsic              | + 17 s          |

| \| Classement général \| Classement général \| Classement général \| Classement général \| Classement général \| \| Coureur \| Coureur \| Pays \| Équipe \| Temps \| \| ------------------ \| ------------------ \| ------------------ \| ------------------------------- \| ------------------ \| \| 1er \| Nicolas Edet \| France \| Cofidis, Solutions Crédits \| 13 h 45 min 27 s \| \| 2e \| Marco Canola \| Italie \| Nippo-Vini Fantini-Europa Ovini \| + 10 s \| \| 3e \| Anthony Roux \| France \| Groupama-FDJ \| + 12 s \| \| 4e \| Luca Wackermann \| Italie \| Bardiani CSF \| + 12 s \| \| 5e \| Francesco Gavazzi \| Italie \| Androni Giocattoli-Sidermec \| + 15 s \| \| 6e \| Thomas Degand \| Belgique \| Wanty-Groupe Gobert \| + 16 s \| \| 7e \| Romain Combaud \| France \| Delko-Marseille Provence-KTM \| + 19 s \| \| 8e \| Lilian Calmejane \| France \| Direct Énergie \| + 20 s \| \| 9e \| Eduard Prades \| Espagne \| Euskadi-Murias \| + 22 s \| \| 10e \| Élie Gesbert \| France \| Fortuneo-Samsic \| + 25 s \| |                   |          |                                 |                  |
| |                   |          |                                 |                  |
| Source : ProCyclingStats |                   |          |                                 |                  |
| Classement général |                   |          |                                 |                  |
| Coureur | Coureur           | Pays     | Équipe                          | Temps            |
| 1er | Nicolas Edet      | France   | Cofidis, Solutions Crédits      | 13 h 45 min 27 s |
| 2e | Marco Canola      | Italie   | Nippo-Vini Fantini-Europa Ovini | + 10 s           |
| 3e | Anthony Roux      | France   | Groupama-FDJ                    | + 12 s           |
| 4e | Luca Wackermann   | Italie   | Bardiani CSF                    | + 12 s           |
| 5e | Francesco Gavazzi | Italie   | Androni Giocattoli-Sidermec     | + 15 s           |
| 6e | Thomas Degand     | Belgique | Wanty-Groupe Gobert             | + 16 s           |
| 7e | Romain Combaud    | France   | Delko-Marseille Provence-KTM    | + 19 s           |
| 8e | Lilian Calmejane  | France   | Direct Énergie                  | + 20 s           |
| 9e | Eduard Prades     | Espagne  | Euskadi-Murias                  | + 22 s           |
| 10e | Élie Gesbert      | France   | Fortuneo-Samsic                 | + 25 s           |

#### 4eétape
| \| Classement de l'étape \| Classement de l'étape \| Classement de l'étape \| Classement de l'étape \| Classement de l'étape \| \| Coureur \| Coureur \| Pays \| Équipe \| Temps \| \| --------------------- \| --------------------- \| --------------------- \| ------------------------------- \| --------------------- \| \| 1er \| Lorrenzo Manzin \| France \| Vital Concept \| 3 h 50 min 45 s \| \| 2e \| Marco Canola \| Italie \| Nippo-Vini Fantini-Europa Ovini \| + 0 s \| \| 3e \| Anthony Roux \| France \| Groupama-FDJ \| + 0 s \| \| 4e \| Francesco Gavazzi \| Italie \| Androni Giocattoli-Sidermec \| + 0 s \| \| 5e \| Aaron Gate \| Nouvelle-Zélande \| Aqua Blue Sport \| + 0 s \| \| 6e \| Jeroen Meijers \| Pays-Bas \| Roompot-Nederlandse Loterij \| + 0 s \| \| 7e \| Thomas Degand \| Belgique \| Wanty-Groupe Gobert \| + 0 s \| \| 8e \| Nicolas Edet \| France \| Cofidis, Solutions Crédits \| + 0 s \| \| 9e \| Eduard Prades \| Espagne \| Euskadi-Murias \| + 0 s \| \| 10e \| Gonzalo Serrano \| Espagne \| Caja Rural-Seguros RGA \| + 0 s \| |                   |                  |                                 |                 |
| |                   |                  |                                 |                 |
| Source : ProCyclingStats |                   |                  |                                 |                 |
| Classement de l'étape |                   |                  |                                 |                 |
| Coureur | Coureur           | Pays             | Équipe                          | Temps           |
| 1er | Lorrenzo Manzin   | France           | Vital Concept                   | 3 h 50 min 45 s |
| 2e | Marco Canola      | Italie           | Nippo-Vini Fantini-Europa Ovini | + 0 s           |
| 3e | Anthony Roux      | France           | Groupama-FDJ                    | + 0 s           |
| 4e | Francesco Gavazzi | Italie           | Androni Giocattoli-Sidermec     | + 0 s           |
| 5e | Aaron Gate        | Nouvelle-Zélande | Aqua Blue Sport                 | + 0 s           |
| 6e | Jeroen Meijers    | Pays-Bas         | Roompot-Nederlandse Loterij     | + 0 s           |
| 7e | Thomas Degand     | Belgique         | Wanty-Groupe Gobert             | + 0 s           |
| 8e | Nicolas Edet      | France           | Cofidis, Solutions Crédits      | + 0 s           |
| 9e | Eduard Prades     | Espagne          | Euskadi-Murias                  | + 0 s           |
| 10e | Gonzalo Serrano   | Espagne          | Caja Rural-Seguros RGA          | + 0 s           |

| \| Classement général \| Classement général \| Classement général \| Classement général \| Classement général \| \| Coureur \| Coureur \| Pays \| Équipe \| Temps \| \| ------------------ \| ------------------ \| ------------------ \| ------------------------------- \| ------------------ \| \| 1er \| Nicolas Edet \| France \| Cofidis, Solutions Crédits \| \| \| 2e \| Marco Canola \| Italie \| Nippo-Vini Fantini-Europa Ovini \| \| \| 3e \| Anthony Roux \| France \| Groupama-FDJ \| \| |              |        |                                 |       |
| |              |        |                                 |       |
| Source : ProCyclingStats |              |        |                                 |       |
| Classement général |              |        |                                 |       |
| Coureur | Coureur      | Pays   | Équipe                          | Temps |
| 1er | Nicolas Edet | France | Cofidis, Solutions Crédits      |       |
| 2e | Marco Canola | Italie | Nippo-Vini Fantini-Europa Ovini |       |
| 3e | Anthony Roux | France | Groupama-FDJ                    |       |

## En savoir plus